# Concattedrale di Marsico Nuovo
La concattedrale di Santa Maria Assunta e San Giorgio si trova nel comune di Marsico Nuovo, in Basilicata, ed è concattedrale dell'arcidiocesi di Potenza-Muro Lucano-Marsico Nuovo.

## Storia
L'antica basilica marsicana era la chiesa di San Michele Arcangelo, ma probabilmente essa iniziò a presentare problemi di spazio. Nel 1131 Goffredo ed Enrico, rispettivamente conte e vescovo di Marsico decisero di costruirne una nuova. L'edificio venne dedicato alla Beata Vergine Maria e a San Giorgio Martire, primo patrono di Marsico. Era diviso in tre navate con il frontespizio coperto da piccoli marmi quadrati. Nel 1293 fu aggiunto al complesso un campanile grazie al conte di Marsico Tommaso di Sanseverino e del settimo vescovo Giovanni Vetere da Salerno, a testimoniare questo avvenimento vi è un'altra iscrizione alla base della torre a cuspide, che attribuisce l'opera a Maestro Silvestro.
Nel 1525 il vescovo Ottaviano Caracciolo commissionò il restauro del sepolcro dei Vescovi, nel quale anch'egli venne sepolto. Il vescovo Parisi, suo successore, ordinò la realizzazione di una cattedra in pietra nel 1612, e tra il 1614 e il 1648 vennero commissionati numerosi lavori di restauro relativi alla chiesa e al palazzo vescovile.
Nel 1673 Marsico mostrava le gravi ferite causate da un terremoto e dalla carestia. I lavori di ristrutturazione del centro liturgico diocesano durarono fino al 1707. Ma già nel 1703 dall'esterno si osservava un maestoso campanile che appariva come la solita torre a cuspide tripartita che vediamo nella nuova cattedrale, ma con un piano in più. Era già visibile anche la cupola che sormontava le volte della navata e del transetto.
Nel XVIII secolo seguirono altri restauri anche ad opera del vescovo Bernardo della Torre, che vi accolse le reliquie del compatrono Sant'Augustale Martire provenienti dalle catacombe di Santa Ciriaca in Roma.

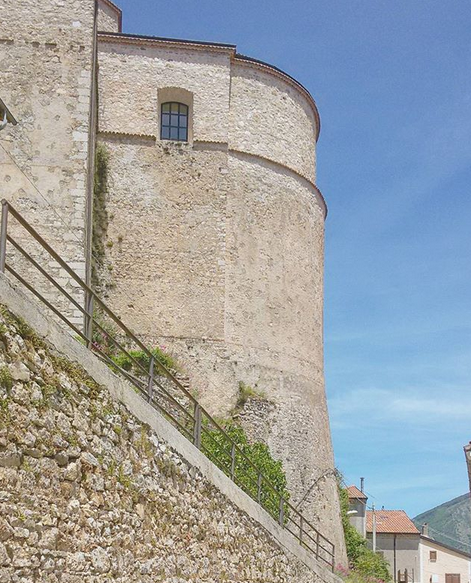
Abside

La chiesa fu distrutta nel 1809 da un incendio nel quale andarono perse molte opere, tra le quali reliquie, arredi e il coro di noce intarsiato. Riedificata per ordine del vescovo Ignazio Marolda assieme al palazzo vescovile. I lavori durarono fino al 1827, quando nel duomo vennero collocate, assieme ad un pregevole organo, le spoglie di san Gianuario, patrono e protettore di Marsico Nuovo.
La chiesa subì nel 1857 gli effetti di un terribile terremoto con epicentro nella vicina Montemurro. Dal 1875 al 1899 iniziarono ancora una volta i lavori di riedificazione. Il nuovo vescovo monsignor Durante, il 27 agosto 1899, con una cerimonia di dedicazione attribuì alla cattedrale il titolo di "San Gianuario vescovo e martire".
Il sisma del 1980 in Irpinia ripeté tale disastro. Sotto l'altare sono state poste le reliquie dei Santi Martiri Agnese,Anselmo, Antimo e Ponziano.
Questo ulteriore restauro portò a un'interessante scoperta come dichiarato dal soprintendente Francesco Canestrini alla Gazzetta del Mezzogiorno
«È accaduto che durante gli interventi di rifacimento del pavimento [...] sotto il livello della cattedrale è affiorata la pianta originaria dell’edificio religioso: basilicale a croce latina, come quelle della tradizione benedettina.»
Gli scavi sono infatti visibili dal pavimento vetrato alle spalle dell'altare.

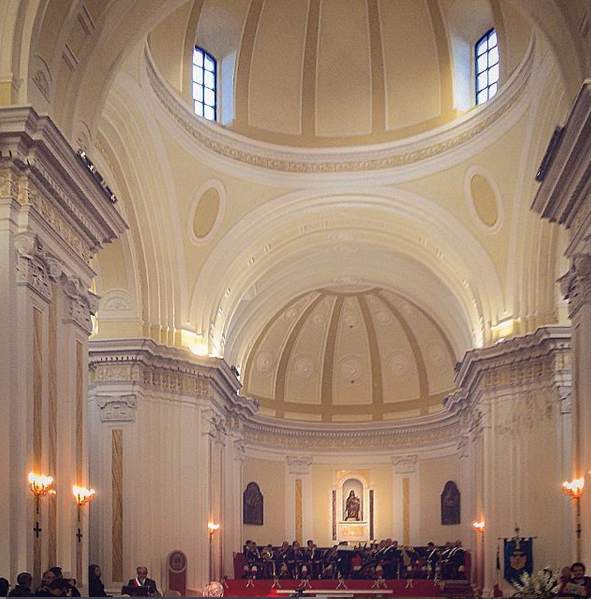
Concerto della banda dell'Arma dei Carabinieri all'inaugurazione post-restauro del 2017

La cattedrale è stata riaperta al culto il 2 aprile 2017, con cerimonia ufficiale alla presenza dell'arcivescovo metropolita, Salvatore Ligorio, per l'occasione è stata concessa da papa Francesco l'indulgenza plenaria.

## Descrizione
La nuova cattedrale ha una sola navata e abside a parete curva, due cappelle laterali e una cupola su tamburo. La facciata sormontata da un timpano, presenta due finestre laterali e una nicchia centrale, che ospita la statua della Madonna. Sul lato sinistro si trova l'antico campanile a cuspide.
Con il terremoto del 1980 sono crollati la cupola, il tamburo, il presbiterio e l'abside.